# Liste der Äbte des Klosters Aura
Die folgenden Personen waren Äbte des Benediktinerklosters Klosters Aura in Aura an der Saale:
|     | Name                                   | Anmerkung |
| --- | -------------------------------------- | --- |
| 1.  | Ekkehard von Aura                      | Geschichtsschreiber; erster Abt des Klosters |
| 2.  | Name unsicher; möglicherweise „Albert“ | |
| 3.  | Folcnandus                             | möglicherweise 1143 verstorben. |
| 4.  | Conradus (I.)                          | 1144 erstmals genannt. |
| 5.  | Herrmann                               | Im Zusammenhang mit dem Kloster Aura für das Jahr 1156 genannt. Möglicherweise stattdessen dritter Abt des Klosters Münchaurach. |
| 6.  | Conradus (II.)                         | In Urkunden von 1167 (im Zusammenhang mit einem Gütertausch) und vom 10. Juli 1179 (als Zeuge) genannt. Während seiner Zeit erhielt die Auraer St-Laurentius-Kirche mehrere Gebietsschenkungen. |
|     |                                        | Keine Aufzeichnungen im Zeitraum zwischen 1179 und 1244. Wahrscheinlich wirkten in dieser Zeit mehrere, heute namentlich unbekannte Äbte. |
| 7.  | Johannes                               | Für das Jahr 1244 verbürgt; möglicherweise handelt es sich hierbei um Abt Johannes I. von Ebrach. |
| 8.  | Heinricus (I.)                         | In Urkunden von 1275 und 1277 als Zeuge im Zusammenhang mit Gebietsverzichtsleistungen genannt. |
| 9.  | Hartmann (o. Hartmut)                  | Für das Jahr 1299 erstmals verbürgt; ferner in einer Urkunde aus dem Jahr 1302 in Zusammenhang mit dem Ankauf des Dorfes Hain durch das Kloster genannt. |
| 10. | Krafto                                 | Einzige Erwähnung in einer Urkunde aus dem Jahr 1312. |
| 11. | Heinricus (II.)                        | Die urkundlichen Erwähnungen von Abt Heinricus datieren auf den 19. Juli 1313 (oder 29. Juli 1317) sowie auf das Jahr 1316; letztere Erwähnung in einem Dokument des Würzburger Klosters St. Stephan. |
| 12. | Ludovicus (I. + II.?)                  | Wahl zum Abt im Jahr 1345. Möglicherweise gab es in dieser Zeit auch einen Abt Eberhard (1319–1321) sowie zwei aufeinander folgende Äbte namens Ludwig (1334–1342 [oder 1345] und 1345–1360). |
| 13. | Sigewin                                | Im Jahr 1366 urkundlich erwähnt. |
|     |                                        | Lücke in der Überlieferung |
| 14. | Johannes (I.)                          | Durch urkundliche Erwähnungen von 1422, 1424 und 1436 u. a. im Zusammenhang mit einem Gütererwerb und einer Streitigkeitsschlichtung überliefert. |
| 15. | Petrus                                 | Erwähnung im Jahr 1450. |
| 16. | Bertholdus                             | Durch Teilnahme an der von Würzburger Bischof Gottfried IV. 1452 in Würzburg durchgeführten Synode belegt. Bertholdus verstarb am 3. März 1473. |
| 17. | Burkardus                              | Allem Anschein nach direkter Nachfolger von Abt Berthold. Burkardus hieß laut Wagner mit Nachnamen „Ipsheimer“, wurde 1478 Mitglied der Bursfelder Kongregation und starb am 17. Dezember 1522. Amtshandlungen von Abt Burkard sind u. a. im Zusammenhang mit Zehntüberlassungen (1488, 1492, 1493) überliefert. (wobei Wagner für die Zeit von 1465 bis 1497 Nachweise für einen Abt Johannes II. gefunden hat. Dieser wirkte demnach, von Bischof Johann III. von Grumbach eingesetzt, von 1465 bis 1497 am Kloster Aura und verstarb nach einem vorzeitigen Amtsverzicht im Jahr 1497 und einer kurzen Tätigkeit am Kloster Hausen am 10. Mai 1497 im Frauenkloster Neuburg bei Heidelberg.) |
| 18. | Georg                                  | Die erste bekannte urkundliche Erwähnung stammt aus dem Jahr 1523. Er musste auf Grund der finanziellen Lage des Klosters nach dem Bauernaufstand von 1525 einige Wiesen versetzen. Er starb im Jahr 1549. |
| 19. | Balthasar                              | Er wurde 1549 zum Abt gewählt und wirkte etwa zwei Jahre lang. Auch er hatte mit den finanziellen Schwierigkeiten des Klosters nach dem Bauernaufstand zu kämpfen. |
| 20. | Johannes (III.)                        | Er hieß mit vollem Namen Johannes Fleischmann und wurde am 23. September 1552 zum Abt gewählt. Er hatte die finanziellen Folgen des Markgräflerkrieges für das Kloster zu bewältigen. Er starb im Jahr 1556, nachdem er sich bereits kurz zuvor bei den Beratungen beim Würzburger Fürstbischof Melchior Zobel von Giebelstadt durch Abt Jodocus vertreten lassen musste. |
| 21. | Jodocus                                | Jodocus Jäcklein wurde am 9. Januar 1557 zum Abt verpflichtet und wirkte hier drei Jahre lang. Die Umstände seiner Amtsführung zwangen ihn, Schulden zu machen. |
| 22. | Leonhard                               | Leonard Gneitzheimer, der ab 1551 als Abt am Kloster Schwarzach gewirkt hatte, wurde am 27. März 1560 von Fürstbischof Friedrich von Wirsberg zum Abt des Klosters Aura ernannt. Er wurde wegen Verfehlungen wie Verschleuderung von Klostergütern und Verschwendungssucht, die er bereits vor seiner Zeit am Kloster Aura begangen hatte, im Juli 1564 an das Kloster St. Stephan in Würzburg versetzt. Er starb im Jahr 1566 im Schottenkloster Würzburg. |